# Les Conspirateurs du plaisir
Pour plus de détails, voir Fiche technique et Distribution.
Les Conspirateurs du plaisir (Spiklenci slasti) est un long métrage anglo-suisso-tchèque mêlant prises de vue réelles et animation, réalisé par Jan Švankmajer et sorti en 1996. C'est un film fantastique surréaliste évoquant la sexualité et les fantasmes fétichistes de plusieurs personnages.

## Synopsis
Le film suit tour à tour six personnages dans leurs activités de préparation d'accessoires ou de dispositifs érotiques étranges et inattendus.

## Fiche technique
- Titre français : Les Conspirateurs du plaisir
- Titre original : Spiklenci slasti
- Réalisation : Jan Švankmajer
- Scénario : Jan Švankmajer
- Musique originale : Jaroslav Jancovec
- Image : Miloslav Spála
- Montage : Marie Zemanová
- Direction artistique : Jan Švankmajer, Eva Švankmajerová
- Décorateur de plateau : Tomáš Kalous
- Création des costumes : Jan Švankmajer
- Production : Jaromír Kallista
- Sociétés de production : Athanor, Cominici, Delfilm
- Pays :  République tchèque,  Royaume-Uni,  Suisse
- Langue : tchèque
- Format : couleur
- Son : Dolby
- Durée : 75 minutes (Grèce), 85 minutes (États-Unis)
- Dates de sortie :  République tchèque : 17 octobre 1996

## Distribution
- Petr Meissel : M. Pivoine
- Gabriela Wilhelmová : Mme Loubalova
- Barbora Hrzánová : la postière
- Anna Wetlinská : Mme Beltinska
- Jirí Lábus : le vendeur de journaux
- Pavel Nový : M. Beltinski
- Jan Daniel : artiste (Жан Даниэль)

## Production
Le réalisateur emprunte l'expression « conspirateurs du plaisir » à Sigmund Freud. Le film est principalement composé de prises de vue réelles : l'utilisation de l'animation y reste très restreinte.